# Stilb
Stilb is een verouderde eenheid voor luminantie. Het eenheidssymbool is sb.
1 sb := 104 cd/m²
Stilb is geen SI-eenheid. Officieel gebruik is niet toegestaan.